# Alexeter dorogawensis
Alexeter dorogawensis là một loài tò vò trong họ Ichneumonidae.